# Andinobates minutus
Andinobates minutus е вид жаба от семейство Дърволази (Dendrobatidae). Видът не е застрашен от изчезване.

## Разпространение и местообитание
Разпространен е в Колумбия и Панама.
Обитава гористи местности, планини и възвишения в райони с тропически климат.